# Heleopera
A Heleopera (a görög έλος, láp és πήρα, táska szavakból):162 az Arcellinida héjas amőbáinak nemzetsége. A Heleoperidae és a Volnustoma egyetlen nemzetsége a Glutinoconcha kládon belül. Jellemzője a nagy elliptikus héjnyílás.

## Morfológia
Az Amoebozoa Arcellinida kládjának nemzetségeként rendelkezik önálló héjjal. Állábai lebenyes, lekerekített lobopódiumok. A nemzetség héja tojás alakú, laterálisan nyomott, benne likacsos kitinszerű membránnal, gyakran homokrészecskéket tartalmazó pontozott vonalakból álló hálóval. A héj nyílása, a száj nagy, elliptikus, terminális. Ezen keresztül számos ujjszerű állábat alkot.:162 A héjhoz epipódiumok rögzítik.
A résszerű (laterálisan nyomott) terminális nyílás különbözteti meg a nemzetséget és a Volnustomát más Arcellinida-csoportoktól. Emellett a héjakat ásványi anyagok is erősítik.
Héja általában más élőlények héjaiból összetapadt, körte alakú, és xenoszómák útján keletkezik, ebben hasonlít a ventrális nyílású Arcellinida-kládokhoz.
Vastag gallérja a zsákmány elfogyasztásakor jelentkező erőkkel szemben védheti héját zsákmánya bekebelezésekor.
Sejtmagja több nukleóluszt tartalmaz, tojás alakú, és a sűrű endoplazmatikus retikulumban központi helyzetű; emellett számos diktioszóma található a sejtben. Anyagcseréje sűrű sejtplazmaszálakban van.

## Rendszertan

### Történet
A Heleoperát először Joseph Leidy írta le Fresh-water rhizopods of North America című 1879-es könyvében. Nevét a görög έλος, láp – a nemzetség leggyakoribb élőhelyére utalva – és a πήρα, táska – a héjalakra utalva – szavakból alkotta meg. A Nebela sphagnit ebbe az új nemzetségbe helyezte át, és annak típusfajaként adta meg, de megváltoztatta jelzőjét pictára, így a faj neve Heleopera picta lett:162 A The British freshwater Rhizopoda and Heliozoa 1909-es kötetében James Cash visszaállította a sphagni jelzőt:143 mivel a faj jelzője megőrzendő, ha korábbi név nem foglalja el.:112 Így a jelenleg elfogadott típusfajnév a Heleopera sphagni.
1942-ben Jung létrehozta a nemzetségnek a Heleoperidae családot. A család érvényességét a molekuláris filogenetikai elemzések eleinte vitatták, mivel a nemzetség parafiletikus csoportnak tűnt. Ezért a Heleoperát a legtöbb lebenyes héjas amőbát tartalmazó Arcellinidán belül incertae sedis taxonként értelmezték. 2019-ben jobb filogenetikai felbontással a csoportot különböző kisebb kládokra bontották, a Heleoperidae saját alrendágjáa, a Glutinoconchán belül a Volnustomába került egyetlen családként. Mivel a H. sphagni a β-tubulin- és 18S rRNS-alapú és a többgénes filogenetikák alapján a Sphaerothecina és a Difflugina testvérnemzetségének bizonyult, Adl et al. 2019-es rendszertanukban külön írták le a többi Arcellinida-taxontól. E faj gyakran a héj nélküli amőbák közt elvegyülve szerepelt a többi taxontól távol, erről Lahr 2021-ben úgy írt, hogy nem volt elég vizsgált gén, így a H. sphagnit még több gén alapján kell elhelyezni.
Nyikolajev et al. 2005-ös tanulmánya szerint a Heleopera és a Hyalosphenia és a Nebela kládja által alkotott klád az Arcellinidában bazális.

### Fajok
A nemzetségbe 11 ismert faj tartozik:
- Heleopera baetica Soler-Zamora, González-Miguéns et Lara 2021[14]:7–8
- Heleopera lata Cash et Hopkinson 1909[10]:143–144
- Heleopera lucida (Penard 1890) Porfírio-Sousa et al. 2024[15]

=Difflugia lucida Penard 1890:145
- Heleopera nodosa Wailes 1912[17]:142
- Heleopera penardi Bonnet et Thomas 1955[18]
- Heleopera petricola Leidy 1879[3]:165
- Heleopera rosea Penard 1890[16]:166
- Heleopera sordida Penard 1910[19]:931
- Heleopera sphagni (Leidy 1879) Cash 1909[10]:143 = Difflugia (Nebela) sphagni Leidy 1874[20]:157 = Nebela sphagni Leidy 1876[21]:119 = Heleopera picta Leidy 1879[3]:162
- Heleopera steppica Useros et Lara 2023[22]
- Heleopera sylvatica Penard 1890[16]:168

## Ökológia
Egyes Heleopera-fajok – például a H. sphagni – bizonyos Chlorella-fajokkal szimbiózisban élnek, így mixotrófnak tekinthetők.
Tőzeglápokon és más környezetekben is él, 3 faj jobbára csak tőzeglápokon él, legalább 1 faja (H. sylvatica) viszont tőzeglápokon kívül él jellemzően. Ezenkívül megtalálhatók fajai olyan mesterséges környezetekben, mint a betonfalak vagy a medencék.
Savas, vizes fagypúpokban gyakori.
Héja pikkelyei származhatnak többek közt az Euglyphida, a Hyalosphenida és a kovamoszatok vázaiból is.

## Életciklus
Ivaros szaporodásra képes lehet, mivel életciklusában megtalálható az ivarosság egyik közvetett bizonyítéka, a sejtegyesülés, valamint a magosztódás is. Ezenkívül cisztát képezhet.:1. ábra

## Genetika
A H. sphagni 18S rRNS-e AY848964, aktingénje AY848971 azonosítóval található meg a GenBankben.

## Fordítás
Ez a szócikk részben vagy egészben  a   Heleopera című angol Wikipédia-szócikk ezen változatának fordításán alapul.  Az eredeti cikk szerkesztőit annak laptörténete sorolja fel. Ez a jelzés csupán a megfogalmazás eredetét és a szerzői jogokat jelzi, nem szolgál a cikkben szereplő információk forrásmegjelöléseként.